# Jolin Tsai
Jolin Tsai (蔡依林S, Cài YīlínP; Nuova Taipei, 15 settembre 1980) è una cantante taiwanese.
Data la sua enorme popolarità nella Grande Cina ed in Asia, si è guadagnata il soprannome di "Regina del Pop Cinese" e "Regina della Danza Asiatica".
Nata e cresciuta a Taiwan, ha iniziato la carriera come cantante partecipando ad una competizione canora di MTV all'età di 18 anni. Ha vinto la gara interpretando "Greatest Love of All" di Whitney Houston ed è stata così scritturata da Universal Music. Il suo primo album, pubblicato nel 1999 ed intitolato 1019, ha ottenuto grande successo, rendendola rapidamente una teen idol. Il suo quinto album, Magic, è rimasto per tre mesi al vertice delle classifiche in Taiwan ed è considerato uno dei maggiori successi della sua carriera assieme al disco Dancing Diva, il quale ha venduto più di due milioni di copie in Asia. Dopo aver rilasciato diverse hit ed album di successo commerciale, nel 2014 ha pubblicato il suo ultimo album, Play.
È annoverata tra i più grandi artisti del panorama musicale di Taiwan ed ha venduto più di 23 milioni di dischi in tutto il mondo. Ha inoltre ottenuto numerosi riconoscimenti in Asia. Gestisce inoltre una propria casa di produzione musicale, chiamata Eternal.

## Carriera

### Universal Music Taiwan (1998–2001)
Tsai iniziò la carriera come cantante partecipando ad una competizione canora di MTV all'età di 18 anni. Vinse la gara interpretando "Greatest Love of All" di Whitney Houston e fu così scritturata da Universal Music.
A luglio 1999, uscì il suo primo singolo "Living With the World" (和世界做鄰居), un successo che portò alla pubblicazione del suo primo album, 1019, a settembre. A quei tempi veniva pubblicizzata come "la ragazza della porta accanto" ed ebbe molto successo tra gli adolescenti, guadagnando il soprannome di "assassina di adolescenti maschi". A maggio 2000 uscì il secondo album, Don't Stop. Raggiunti i ventun'anni d'età, Jolin Tsai pubblicò due nuovi album, Show Your Love e Lucky Number, che tuttavia non ebbero il successo dei precedenti. La sua carriera giunse ad un'interruzione con il sorgere di conflitti con la casa discografica. Al termine del 2001, il contratto con Universal Music terminò e uscì la prima raccolta, Together.

### Sony Music Entertainment (Taiwan) (2002–2006)
Nel 2003, Tsai firmò un contratto con Sony Music Entertainment (Taiwan). Il suo primo singolo con la nuova etichetta, "Spirit Of The Knight" (騎士精神), fece da traino al quinto album Magic, che si posizionò in vetta alle classifiche di Taiwan per tre mesi. Solo sull'isola furono vendute 300 000 copie, mentre nel resto dell'Asia venne raggiunto il milione. Il sesto album, Castle, fu pubblicato nel 2004. Prima dell'uscita dell'album, venne diffuso il singolo "Pirates" (海盜).
Prima del nuovo lavoro, Jolin Tsai pubblicò un album di remix, J9 New + Party Collection, con incluse due nuove canzoni. Tsai cantò la versione mandarina di "Mirage (Warriors In Peace)", colonna sonora del film Warriors of Heaven and Earth.
Il 25 aprile 2005, fu pubblicato il settimo album, J-Game, che vendette più di un milione di copie in un solo mese. Dall'album furono tratti i singoli "Barbaric Game" (野蠻遊戲), "The Greek Girl Next To The Wishing Pond" (許願池的希臘少女), "Sky" (天空), "Repeat Signs" (反覆記號), "I Really Miss You" (好想你) e "Eyes Half Shut" (睜一隻眼 閉一隻眼). Nello stesso periodo, duettò con Show Luo per "真命天子" (Destined Guy). Più tardi quello stesso anno uscì un DVD live, J1 Live Concert DVD.

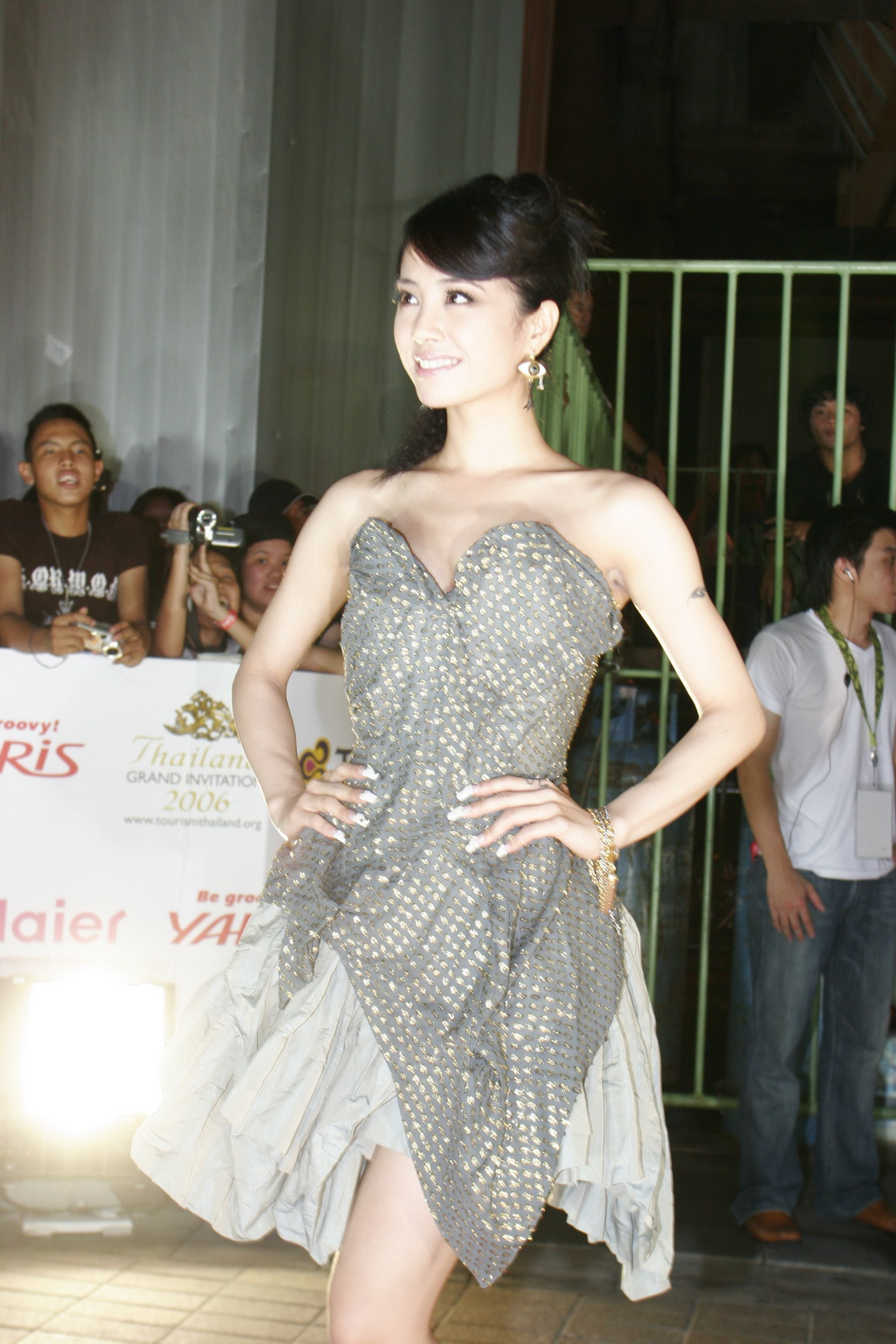
Jolin Tsai agli MTV Asia Awards nel 2006.

All'inizio del 2006, fu annunciato che Tsai avrebbe lasciato Sony Music Entertainment per unirsi, invece, a EMI Music Taiwan. Vinse lo Style Award agli MTV Asia Awards 2006, dove si esibì con il nuovo singolo "Dancing Diva" (舞孃). A maggio uscì una nuova raccolta, J-Top.

### EMI Music Taiwan (2006–2008)
Il primo album pubblicato con la nuova casa discografica fu Dancing Diva, che vendette più di due milioni di copie in Asia. Per questo nuovo lavoro, scrisse il testo di "The Prologue" (開場白). Dancing Diva fu ripubblicato a luglio con un DVD allegato contenente video musicali di tutte le tracce dell'album. Durante l'autunno 2006, Tsai iniziò il primo tour mondiale, il Dancing Forever World Tour, che toccò l'Asia, il Nordamerica e l'Australia. Il concerto d'apertura fu a Hong Kong il giorno del suo compleanno e comprese molti ospiti, tra cui Eason Chan, Rainie Yang e Show Luo. Ad ottobre uscì il terzo album di remix, "Dancing Forever" (唯舞獨尊), mentre un mese più tardi la raccolta in due dischi Jolin Favorite Live Concert Music Selection, che include anche tracce live.
Dancing Diva divenne l'album più venduto a Taiwan nel 2006, mentre Dancing Forever raggiunse la posizione quindici.
L'8 giugno 2007, Tsai pubblicò il secondo DVD, The Acquired Talent (地才), che debuttò al primo posto nelle classifiche taiwanesi e vi rimase per tredici settimane. Il 16 giugno vinse il Most Favorite Female Artist e il Best Mandarin Female Singer Award ai Golden Melody Awards. Il suo duetto con David Tao vinse il Best Song Award. A settembre, poco prima dell'uscita del nuovo disco, Agent J (特務J), Emi Music Taiwan distribuì la compilation Jolin's Final Wonderland (Jolin夢綺地精選). La versione deluxe di Agent J contiene un film musicale da 70 minuti in tre parti, girato in Francia, a Londra e a Bangkok. Il film vede come protagonisti al fianco di Jolin Tsai anche Kim Jae Won, Stephen Fung e Carl Ng. Tsai collaborò poi con Kylie Minogue per la canzone In My Arms, contenuta nell'edizione asiatica dell'album X della cantante australiana.
Jolin Tsai vinse tre premi ai 2007 Metro Showbiz Music Awards. Per il secondo anno di fila, uno dei suoi album, Agent J, fu il più venduto del 2007, registrando un successo maggiore di quello precedente. The Acquired Talent fu, invece, il DVD musicale più venduto.

### Warner Music Taiwan (2009–oggi)
Nel 2009, Jolin Tsai cambiò nuovamente casa discografica, passando alla Warner Music Taiwan. Con essa pubblicò gli album Butterfly e Myself. Tsai pubblicò il nuovo album MUSE il 14 settembre 2012, in tutto il mondo.

## Discografia

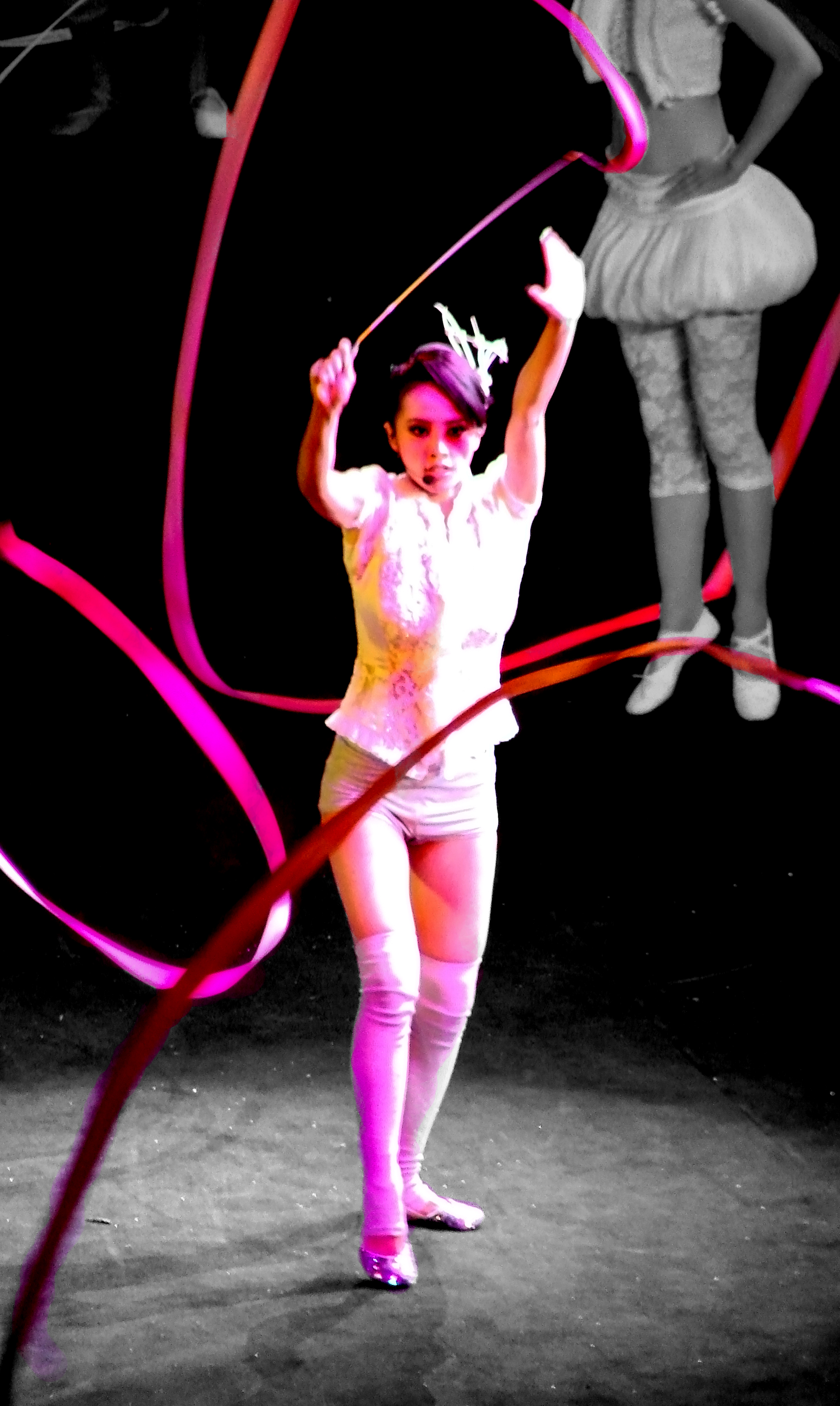
Tsai durante un concerto a Singapore, nel 2007.

### Album in studio
- 1999 - 1019 (Universal Music Taiwan)
- 2000 - Don't Stop (Universal Music Taiwan)
- 2000 - Show Your Love (Universal Music Taiwan)
- 2001 - Lucky Number (Universal Music Taiwan)
- 2003 - Magic (Sony Music Taiwan)
- 2004 - Castle (Sony Music Taiwan)
- 2005 - J-Game (Sony Music Taiwan)
- 2006 - Dancing Diva (EMI Music Taiwan)
- 2007 - Agent J (EMI Music Taiwan)
- 2009 - Butterfly (Warner Music Taiwan)
- 2010 - Myself (Warner Music Taiwan)
- 2012 - Muse (Warner Music Taiwan)
- 2014 - Play (Warner Music Taiwan)
- 2018 - Ugly Beauty (Sony)

#### Album in inglese
- 2008 - Love Exercise (Gold Typhoon)